# Punt de Lagrange
Un punt de Lagrange (també anomenat punt lagrangià, punt L'' o punt de libració) és qualsevol de les cinc posicions de l'espai respecte a dos cossos en què un tercer, afectat només per la gravetat, pot estar-ne estacionari respecte als altres dos. Foren calculats per primera vegada pel físic francès Joseph Louis Lagrange i habitualment se simbolitzen amb L1, L₂, L₃, L₄ i L₅,
Dit d'altra forma, els punts de Lagrange són les solucions estacionàries del problema de tres cossos restringit. Per exemple, donats dos cossos massius en òrbites circulars al voltant del seu centre de masses, existeixen cinc posicions en l'espai en les quals es pot situar un tercer cos, de massa negligible, de forma que mantingui la seva posició respecte als dos cossos més massius. En aquests punts, s'equilibren les forces reals (gravitatòria) i fictícies (centrífuga) sobre el tercer cos, de manera que la força total sobre aquest és zero.

## Història i conceptes
Els tres punts de Lagrange col·lineals (L1, L₂, L₃) van ser descoberts per Leonhard Euler al voltant de 1750, una dècada abans que Joseph-Louis Lagrange descobrís els dos restants. En 1772, el matemàtic italofrancès Joseph-Louis Lagrange estava treballant en el cèlebre problema dels tres cossos quan va descobrir una interessant peculiaritat. Originalment tractava de descobrir una manera de calcular fàcilment la interacció gravitatòria d'un nombre arbitrari de cossos en un sistema. La mecànica newtoniana determina que un sistema així gira caòticament fins que, o bé es produeix una col·lisió, o algun dels cossos és expulsat del sistema i s'aconsegueix l'equilibri mecànic. És molt fàcil de resoldre el cas de dos cossos que orbiten al voltant del centre comú de gravetat. Tot i això, si s'introdueix un tercer cos, o més, els càlculs matemàtics són molt complicats, en ser una situació en què s'hauria de calcular la suma de totes les interaccions gravitatòries sobre cada objecte en cada punt al llarg de la seva trajectòria.
Tot i això, Lagrange volia fer això més senzill, i ho va aconseguir mitjançant una simple hipòtesi: La trajectòria d'un objecte es determina trobant un camí que minimitzi l'acció amb el temps. Això es calcula sostraient l'energia potencial de l'energia cinètica. Desenvolupant aquesta hipòtesi, Lagrange va reformular la mecànica clàssica de Newton per donar lloc a la mecànica lagrangiana. Amb la seva nova forma de calcular, el treball de Lagrange el va portar a plantejar la hipòtesi d'un tercer cos de massa menyspreable en òrbita al voltant de dos cossos més grans que ja estiguessin girant al seu torn en òrbita quasi circular. En un sistema de referència que gira amb els cossos majors, va trobar cinc punts fixos específics en què el tercer cos, en seguir l'òrbita dels de més massa, està sotmès a força zero. Aquests punts van ser anomenats punts de Lagrange en el seu honor.
En el cas més general d'òrbites el·líptiques ja no hi ha punts estacionaris sinó que més aviat es tracta d'un «àrea» de Lagrange. Els punts de Lagrange successius, considerant òrbites circulars en cada instant, formen òrbites el·líptiques estacionàries, geomètricament semblants a l'òrbita dels cossos majors. Això és degut a la segona llei de Newton ({\displaystyle d\mathbf {p} /dt=\mathbf {F} }), on p = mv (p és la quantitat de moviment, m la massa i v la velocitat). p és un invariant si la força i posició es multipliquen per un mateix factor. Un cos en un punt de Lagrange orbita amb el mateix període que els dos cossos grans en el cas circular, implicant, com passa, que tenen la mateixa proporció entre força gravitatòria i distància radial. Aquest fet és independent de la circularitat de les òrbites i implica que les òrbites el·líptiques descrites pels punts de Lagrange són solucions de l'equació de moviment del tercer cos.

## Complicacions a les lleis de Kepler
Tant la Terra com el Sol s'influencien mútuament a través de les forces gravitacionals. Això fa que, si bé el Sol causa marees sobre la Terra, aquesta al seu torn causa pertorbacions en el moviment del Sol. De fet ambdós cossos (el sistema Sol-Terra) es mouen al voltant del punt anomenat centre de masses o baricentre, que està ubicat prop del centre del Sol a causa de la diferent massa d'ambdós cossos i la moltíssima major influència del Sol a causa de la seva massa. En el cas del sistema Sol-Júpiter, el baricentre és a prop de la superfície solar. D'altra banda, pel fet que la massa d'un satèl·lit artificial és insignificant respecte dels cossos esmentats, la seva massa no té influència significativa sobre el baricentre dels tres.
Les lleis de Kepler descriuen de forma simple el comportament de dos cossos que orbiten un al voltant de l'altre. La tercera llei que diu que el quadrat del seu període orbital (temps que triga a fer una volta al voltant del Sol) és directament proporcional al cub de la distància mitjana amb el Sol. Per aquesta raó, l'augment del radi dona lloc a un increment del període orbital, per tant, dos cossos situats a diferents distàncies del Sol només tindran un moviment sincronitzat.
Les simplicitats de les lleis de Kepler no són vàlides si es tenen en compte les interaccions de diversos cossos en lloc de dos o tres, com succeeix al sistema solar. Fins i tot si es considerés només un grup de tres, el Sol, la Terra i un satèl·lit artificial, les prediccions es compliquen. Així, un satèl·lit situat a la línia Sol-Terra i entre ells hauria de tenir un període orbital menor d'un any, però si està a la distància d'1,5 milions de km de la Terra, en el que després es dirà L1, l'atracció de la Terra disminueix l'atracció solar i el període és el mateix que el de la Terra. Menor distància no significa menor període.

## Descripció dels punts de Lagrange

Els cinc punts de Lagrange d'un sistema de tres cossos restringit. Els dos cossos massius poden ser la Terra i la Lluna, el Sol i la Terra, el Sol i Júpiter, etc.

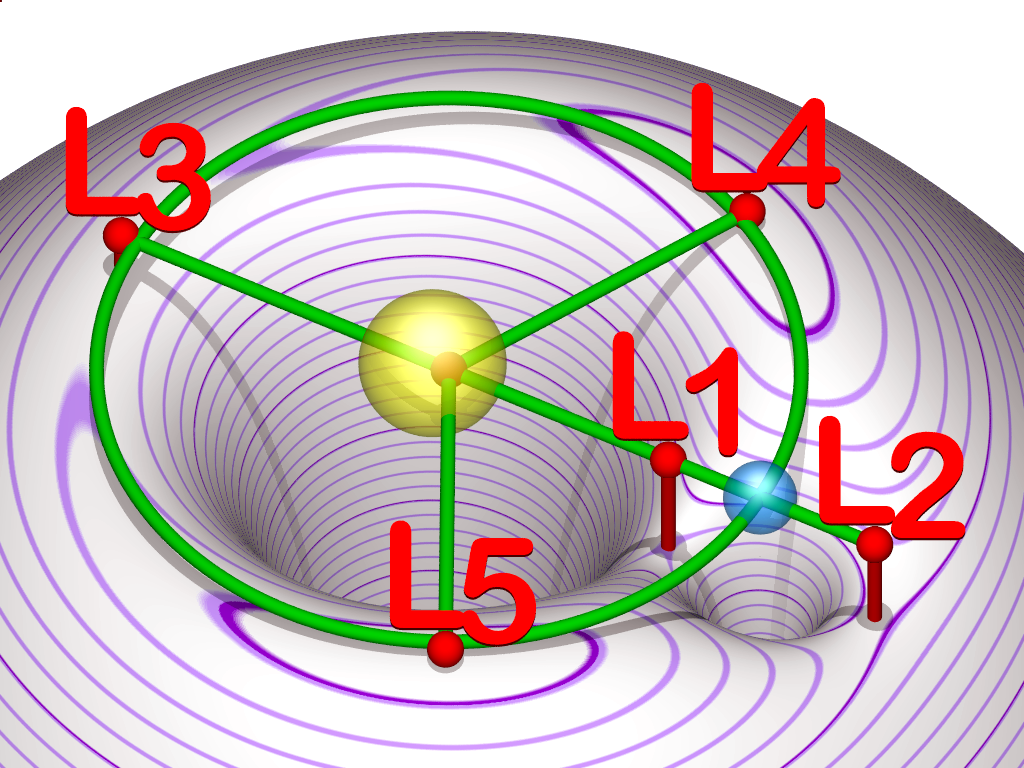
Visualització de la relació entre els punts de Lagrange (vermell) d'un planeta (blau) que orbita una estrella (groga) en sentit antihorari, i el potencial efectiu en el pla que conté l'orbita (model de fulla de goma gris amb contorns púrpures d'igual potencial).
Clicar-ho per l'animació.

### L1
El punt L1 està situat sobre la línia definida pels centres de massa dels dos cossos M1 i M₂, i entre les dues masses. El punt L1 del sistema Sol-Terra és ideal per a realitzar observacions del Sol. Els objectes que hi són situats mai queden sota l'ombra de la Terra o de la Lluna. El Solar and Heliospheric Observatory (SOHO) està situat en una òrbita d'halo al voltant del punt L1 i l'Advanced Composition Explorer (ACE) és en una òrbita de Lissajous també al voltant del punt L1. El punt L1 del sistema Terra-Lluna permet un accés a òrbites lunars i terrestres amb un delta-v mínim.

### L₂
El punt L₂ està situat sobre la línia definida pels centres de massa dels dos cossos M1 i M₂, i més enllà de la més petita d'ambdues. Aquest punt en el sistema Sol-Terra és un bon lloc on situar observatoris espacials; com que un objecte en L₂ sempre manté la mateixa orientació respecte al Sol i la Terra, el calibratge i la protecció són molt més simples.
La sonda Wilkinson Microwave Anisotropy Probe està en òrbita al voltant d'aquest punt, i també telescopi espacial James Webb, successor del Hubble.
En el cas del sistema Terra-Lluna, L₂ seria el lloc ideal per a situar un satèl·lit de comunicacions per cobrir la cara oculta de la Lluna.

### L₃
El punt L₃ està situat sobre la línia definida pels centres de massa dels dos cossos M1 i M₂, i més enllà de la més gran d'ambdues. En el sistema Sol-Terra, aquest punt està situat a l'altra banda del Sol, una mica més lluny del Sol que la Terra. En algunes obres de ciència-ficció, és un lloc habitual per a situar-hi una «anti-Terra».

### L₄ iL₅
Els punts L₄ i L₅ estan situats a 60º per davant i 60º per darrere, respectivament, de la menor de les dues masses del sistema; és a dir, cada un d'aquests constitueix un vèrtex d'un triangle equilàter on els altres dos vèrtexs són les dues masses. Aquests dos punts a vegades també s'anomenen punts de Lagrange triangulars o punts troians, ja que, en el sistema Sol-Júpiter, són els punts on estan situats els asteroides anomenats troians.

## Estabilitat dels punts de Lagrange

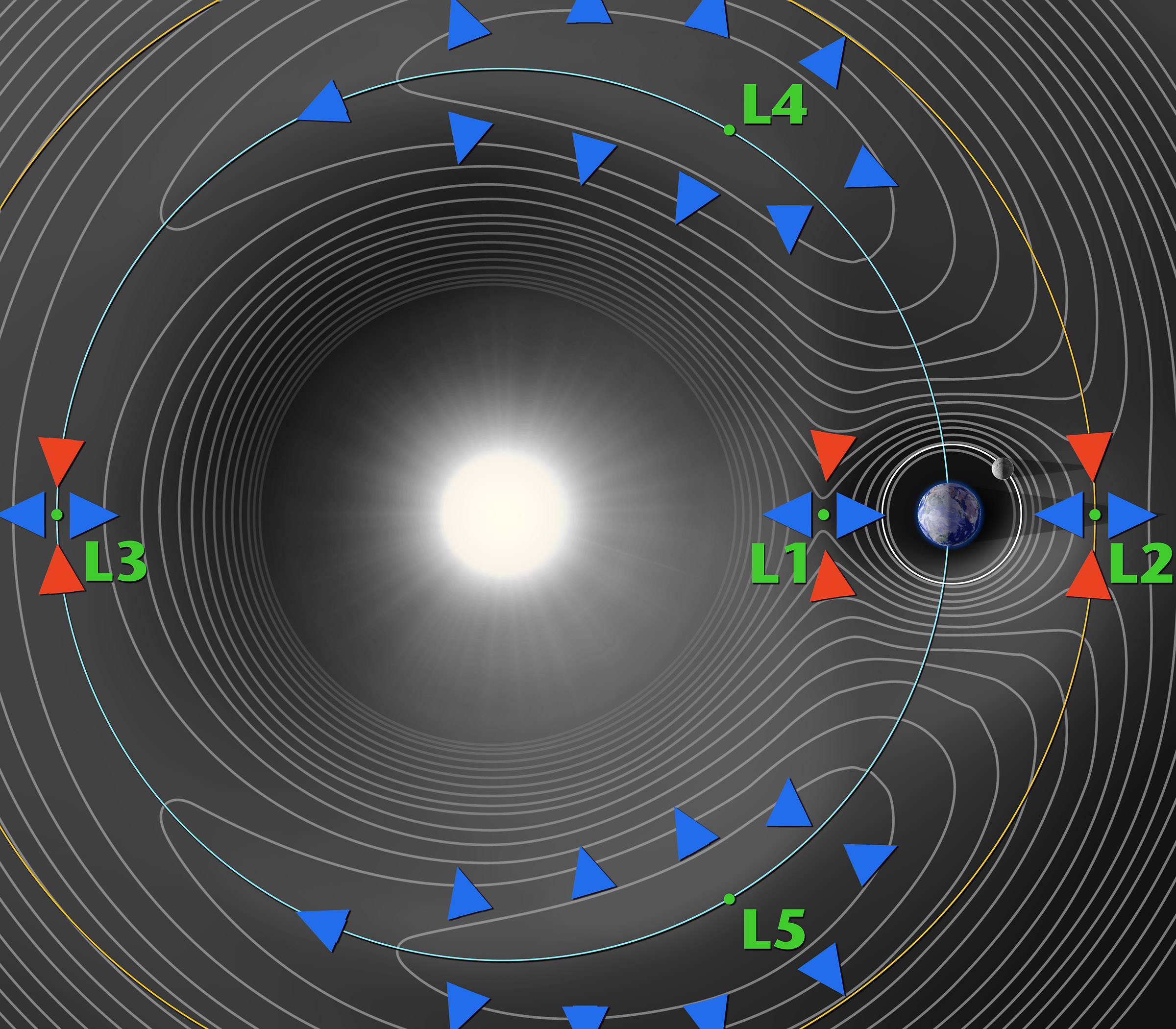
El potencial efectiu del sistema de dos cossos, que mostra els 5 punts de Lagrange i la seva estabilitat

Els primers tres punts de Lagrange són inestables. En realitat, només són estables en el pla perpendicular a la línia que uneix les dues masses. Això es pot visualitzar fàcilment amb el punt L1: una petita massa col·locada en aquest punt i desplaçada perpendicularment a la línia d'unió de les dues masses, experimentarà una força que la retornarà al punt d'equilibri. En canvi, si l'objecte es mou en la direcció de la línia, cap a una massa o cap a l'altra, la força experimentada tendirà a allunyar-lo del punt. Malgrat la inestabilitat dels tres primers punts de Lagrange, és possible trobar òrbites periòdiques al voltant d'aquests punts, com a mínim en el problema dels tres cossos restringit. De fet, aquestes òrbites periòdiques no existeixen en el problema general de n cossos, com és realment el sistema solar, però sí que existeixen òrbites quasiperiòdiques, que són les que han utilitzat totes les missions espacials que han situat enginys en punts de Lagrange. En aquestes òrbites, un petit ajustament periòdic de la posició de l'objecte li permet mantenir-se en una òrbita de Lissajous.
Per altra banda, els dos punts de Lagrange L₄ i L₅ són punts d'equilibri estable, sempre que el quocient de masses M1/M₂ sigui superior a 24,96. Aquesta condició es compleix en els casos Sol-Terra i Terra-Lluna. Quan un objecte situat en un d'aquests punts resulta pertorbat s'allunya del punt, però llavors entra en joc l'efecte Coriolis, que converteix la trajectòria de l'objecte en una òrbita estable en forma aproximada de nefroide al voltant del punt.

## Valors del sistema solar
Aquesta taula mostra valors per a L1, L₂ i L₃ dins del sistema solar. Els càlculs suposen que els dos cossos orbiten en un cercle perfecte amb separació igual al semi-eix major (SEM) i no hi ha altres cossos propers. Les distàncies es mesuren des del centre de massa del cos més gran amb L3 mostrant una ubicació negativa. Les columnes de percentatge mostren com es comparen les distàncies amb l'eix semimajor. Per exemple: Per a la Lluna, L1 es troba a 326.400 km del centre de la Terra, que és 84.9% de la distància Terra-Lluna o 15.1% davant de la Lluna; L2 es troba a 448.900 km del centre de la Terra, que és el 116,8% de la distància Terra-Lluna o 16,8% més enllà de la Lluna; i L3 es troba a -381.600 km del centre de la Terra, que és 99.3% de la distància Terra-Lluna o 0.7084% davant de la posició "negativa" de la Lluna. El valor de L3 per cent s'ha augmentat 100.
| Parella de cossos | Semi-eix major(SEM) | L1            | L1/SEM-1 % | L2            | L2/SEM-1 % | L3             | (1+L3/SEM)*100 % |
| ----------------- | ------------------- | ------------- | ---------- | ------------- | ---------- | -------------- | ---------------- |
| Terra-Lluna       | 3.844×105 km        | 3.2639×105 km | 15.09      | 4.489×105 km  | 16.78      | −3.8168×105 km | 0.7084           |
| Sol-Mercuri       | 5.7909×107 km       | 5.7689×107 m  | 0.3806     | 5.813×107 km  | 0.3815     | −5.7909×107 km | 0.0009683        |
| Sol-Venus         | 1.0821×108 km       | 1.072×108 km  | 0.9315     | 1.0922×108 km | 0.9373     | −1.0821×108 km | 0.01428          |
| Sol-Terra         | 1.496×108 km        | 1.4811×108 km | 0.997      | 1.511×108 km  | 1.004      | −1.496×108 km  | 0.01752          |
| Sol-Mart          | 2.2794×108 km       | 2.2686×108 km | 0.4748     | 2.2903×108 km | 0.4763     | −2.2794×108 km | 0.001882         |
| Sol-Júpiter       | 7.7834×108 km       | 7.2645×108 km | 6.667      | 8.3265×108 km | 6.978      | −7.7791×108 km | 5.563            |
| Sol-Saturn        | 1.4267×10⁹ km       | 1.3625×10⁹ km | 4.496      | 1.4928×10⁹ km | 4.635      | −1.4264×10⁹ km | 1.667            |
| Sol-Urà           | 2.8707×10⁹ km       | 2.8011×10⁹ km | 2.421      | 2.9413×10⁹ km | 2.461      | −2.8706×10⁹ km | 0.2546           |
| Sol-Neptú         | 4.4984×10⁹ km       | 4.3834×10⁹ km | 2.557      | 4.6154×10⁹ km | 2.602      | −4.4983×10⁹ km | 0.3004           |

## Objectes artificials situats als punts de Lagrange de la Terra i el Sol
| Missió                               | Punt de Lagrange |
| ------------------------------------ | ---------------- |
| Advanced Composition Explorer        | L1 (Terra-Sol)   |
| Genesis                              | L1 (Terra-Sol)   |
| International Sun/Earth Explorer 3   | L1 (Terra-Sol)   |
| Solar and Heliospheric Observatory   | L1 (Terra-Sol)   |
| Wilkinson Microwave Anisotropy Probe | L₂ (Terra-Sol)   |

## Els exemples naturals
En el sistema Sol-Júpiter hi ha diversos milers d'asteroides, anomenats asteroides troians, que estan a les òrbites al voltant del Sol, en els punts L4 o L5 del sistema Sol-Júpiter. Poden trobar-se altres cossos en els mateixos punts dels sistemes Sol-Saturn, Sol-Mart, Sol-Neptú, Júpiter-satèl·lits jovians, i Saturn-satèl·lits de Saturn. El 2010 TK7 és un troià del sistema Sol-Terra, al punt L4. Als anys 1950 es van descobrir núvols de pols que envolten els punts L4 i L5. Aquests núvols de pols se'ls va anomenar núvols de Kordylewski, i encara més feble el gegenschein, també és present en el punt L4 i L5 del sistema Terra-Lluna.
La lluna de Saturn, Tetis, té dues llunes més petites als seus punts L4 i L5 anomenades Telest i Calipso. La lluna de Saturn Dione també té dos satèl·lits lagrangians coorbitals, Helena al punt L4 i Pòl·lux a L5. Les llunes oscil·len al voltant dels punts de Lagrange, i Polydeuces té les desviacions més grans, allunyant-se fins a 32 graus del punt L5 del sistema Saturn-Dione. Tetis i Dione són centenars de vegades més grans que els seus "escortes" (vegeu els articles de les llunes per a les dimensions exactes; en diversos casos les masses no són conegudes), i Saturn és molt més massiu, la qual cosa fa molt estable el sistema.

### Altres exemples coorbitals
La Terra té el company (3753) Cruithne que té una òrbita similar a la de la Terra. No és realment un troià. Més aviat ocupa una de les dues òrbites solars regulars, una lleugerament més petita i ràpida que la de la Terra i l'altra lleugerament més gran i més lenta, alternant periòdicament quan s'acosta a la Terra. Amb els acostaments de l'asteroide a la Terra, per l'interior de l'òrbita de la Terra, pren energia orbital de la Terra i es mou en una òrbita d'energia més gran, més alta. Després la Terra arriba a l'asteroide, que està en una òrbita més gran i, per tant, més lenta. Ara és la Terra la que pren energia i fa caure a l'asteroide a una òrbita més petita, i més ràpida i en el futur serà l'asteroide el que agafarà a la Terra per començar novament el cicle. Això no té un impacte notable en la longitud de l'any, perquè la Terra és més de 20 milions de vegades més massiva que (3753) Cruithne.
Els satèl·lits de Saturn Epimeteu i Janus tenen una relació similar, encara que són de masses similars i realment intercanvien la seva òrbita entre si periòdicament (Janus és aproximadament quatre vegades més massiu, però n'hi ha prou perquè la seva òrbita sigui alterada). Una altra configuració similar coneguda com la ressonància orbital fa que els cossos tendeixen a tenir períodes que estan en relacions senzilles amb altres de més grans a causa de la seva interacció.